# Tunuyán
Tunuyán é uma cidade da Argentina, localizada na província de Mendoza